# Zorzines taiwana
Zorzines taiwana là một loài bướm đêm trong họ Noctuidae.